# 1913足球會
1913足球會（丹麥語：Boldklubben 1913），或簡稱B1913，是一家位於丹麥菲英島第一大城奧登塞的足球會，成立於1909年，目前參加丹麥系列賽，是丹麥第五級別聯賽。B1913曾經參加1961–62年歐洲冠軍盃，是球會唯一一次參與歐洲頂級球會賽事。
2006-07年賽季，B1913與B1909和Dalum IF合併組成菲恩（FC Fyn）。2013年隨著菲恩解散，三支球隊重新獨立參加低級別聯賽。

## 球會榮譽
- 丹麥足球冠軍

 亞軍 (3)：1923–24, 1962, 1963
- 丹麥盃

 冠軍 (1)：1962–63
- 丹麥省級錦標賽

 冠軍 (2)： 1924, 1930
- 菲因島系列賽

 冠軍 (13)： 1922–23, 1923–24, 1927–28, 1929–30, 1932–33, 1933–34, 1935–36, 1955–56‡, 1984‡, 1991‡, 2000‡, 2003‡, 2015–16
 亞軍 (6)：1924–25, 1925–26, 1926–27, 1942–43‡, 1962‡, 2006R
- 菲因島盃

 冠軍 (10)： 1925, 1926, 1927, 1932, 1934, 1935, 1937, 1939, 1946, 1952
‡: 以預備隊的身份
R:以菲恩預備隊的身份

## 外部連結
- Official site (in Danish) （页面存档备份，存于）